# Ryojius japonicus
Espèce
Ryojius japonicus est une espèce d'araignées aranéomorphes de la famille des Linyphiidae.

## Distribution
Cette espèce se rencontre au Japon à Honshū et à Kyūshū et en Corée du Sud au Gyeongsang du Nord,.

## Description
Le mâle holotype mesure 1,88 mm et la femelle paratype 2,00 mm. Le mâle décrit par Seo en 2013 mesure 1,44 mm et la femelle 1,70 mm

## Étymologie
Son nom d'espèce lui a été donné en référence au lieu de sa découverte, le Japon.

## Publication originale
- Saito & Ono, 2001 : New genera and species of the spider family Linyphiidae (Arachnida, Araneae) from Japan. Bulletin of the National Science Museum, Tokyo, sér. A, vol. 27, no 1, p. 1-59 (texte intégral).